# Resasti škrobotec
Resasti škrobotec (znanstveno ime Rhinanthus glacialis) je vrsta zeli iz družine pojalnikovk (Orobanchaceae), ki so jo nekdaj uvrščali med črnobinovke (Scrophulariaceae). Ta evropska vrsta v glavnem poseljuje predele Srednje Evrope.

## Taksonomija
Resasti škrobotec je prvi opisal Francoz Victor Personnat v svojem delu Bulletin de la Société botanique de France iz leta 1863.
Taksonomi prepoznavajo približno sedem podvrst resastega škrobotca:
- Rhinanthus glacialis subsp. aristatus (Celak.) Rauschert
- Rhinanthus glacialis subsp. gracilis (Chabert) Rauschert
- Rhinanthus glacialis subsp. humilis (Braun-Blanq.) Rauschert
- Rhinanthus glacialis subsp. lanceolatus (Kováts ex Neilr.) Dostál
- Rhinanthus glacialis subsp. simplex (Sterneck) Rauschert
- Rhinanthus glacialis subsp. subalpinus (Sterneck) Rauschert
- Rhinanthus glacialis subsp. glacialis

## Opis
Ta pokončno rastoči škrobotec lahko doseže višino od 10 do 50 centimetrov. Črtalasti do suličasti stebelni listi so sedeči in nazobčani, na steblu rastline so nameščeni nasprotno.
Svetli do žvepleno rumeni dvoustnati cvetovi so navadno dolgi 1,5 – 1,8 centimetrov in urejeni v poseben tip socvetja, imenovan klas. Vsak cvet ima odprto in nekoliko zakrivljeno venčno cev, pa tudi opazno gornjo ustno, ki jo zaključujejo 1–2 milimetrov dolgi vijoličasti do belkasti zobci. Čaša je gola. Podporni listi so prisotni, tudi na njih najdemo 4–8 milimetrov dolge resaste zobce. Ta vrsta cveti med junijem in septembrom.
Laiki pogosto zamenjujejo resasti škrobotec s podobnimi vrstami istega rodu, še posebej z evropskim kosmatim škrobotcem, Rhinanthus alectorolophus. R. glacialis se od slednjega loči po golih oziroma slabo odlakanih čaši, steblu in listih.
Družina pojalnikovk je znana po številnih pripadnikih, ki jih uvrščamo med polzajedavce (hemiparazite). Za te je značilno, da mineralne snovi in vodo pridobivajo od svojih gostiteljev (drugih rastlin), a sami proizvajajo potrebne organske spojine.

## Razširjenost
Resasti škrobotec je evropska vrsta, ki jo najdemo predvsem v različnih državah Srednje Evrope (vse od jugovzhodne Francije do severozahodnega Balkanskega polotoka). Gre za razmeroma pogost škrobotec, ki ga je moč opaziti na kultiviranih in polsuhih travnikih, poljih (predvsem žitnih poljih), raznih gorskih pobočjih, meliščih, pašnikih in drugih sončnih predelih. Rastlina poseljuje nadmorske višine, ki segajo od nižinskih regij do gorskih habitatov z zmernimi podnebnimi razmerami. Resasti škrobotec raste predvsem v vlažni in nekoliko bazični prsti, ki vsebuje malo dušikovih spojin.